# Atracis erosipennis
Atracis erosipennis är en insektsart som först beskrevs av Stsl 1858.  Atracis erosipennis ingår i släktet Atracis och familjen Flatidae. Inga underarter finns listade i Catalogue of Life.